# Eugenia Volodina
Pour les articles homonymes, voir Volodina.
Eugenia Volodina (en russe : Евгения Евгеньевна Володина, Evguenia Evguenievna Volodina), née le 23 septembre 1984 à Kazan, est une top model russe.

## Biographie
Sa participation à un casting d'agence à Moscou, en 1998, lui permet d'aller deux ans plus tard à Paris, où elle vit désormais, et d'y démarrer une carrière. Un nouveau tournant eu lieu en 2002 quand elle est remarquée, dans un café, par le photographe Steven Meisel qui la fait paraître dans Vogue Italia. Depuis, elle apparaît dans de nombreux magazines (dont Elle), publicités et défilés de mode, notamment pour Victoria's Secret, Louis Vuitton, Chanel et Dolce&Gabbana. Elle est aujourd'hui un des mannequins russes les plus célèbres[réf. nécessaire].